# シティ・オブ・イーヴル
『シティ・オブ・イーヴル』（City of Evil）は、アメリカ合衆国のヘヴィメタル・バンド、アヴェンジド・セヴンフォールドが2005年に発表した3作目のスタジオ・アルバム。ワーナー・ブラザース・レコード移籍第1弾アルバムで、メジャー・デビュー作に当たる。

## 背景
ボーカリストのM.シャドウズは、前作『ウェイキング・ザ・フォーレン』（2003年）の制作後「まったくスクリームを入れない作品を作りたい」と語っており、音楽評論家の有島博志は本作のボーカルについて「これまでの作品で頻繁に聴けた激烈スクリームは完全に一掃」と評している。「ビースト・アンド・ザ・ハーロット」と「サイドワインダー」ではシニスター・ゲイツがピアノを担当し、「シーズ・ザ・デイ」ではザ・レヴがピアノを担当した。
本作の発表に先行して、2005年4月には「ビースト・アンド・ザ・ハーロット」がバンドの公式サイトを通じて配信された。

## 反響・評価
バンドは本作で初めてBillboard 200入りを果たし、最高30位に達した。2006年1月にはRIAAによってゴールドディスクに認定され、その後も売り上げを伸ばして2009年8月にはプラチナディスクに認定された。また、本作からのシングル「バット・カントリー」はBillboard Hot 100で60位、『ビルボード』のメインストリーム・ロック・チャートで2位、モダン・ロック・チャートで6位のヒットとなった。イギリスでは本作が2005年6月18日付の全英アルバムチャートで63位に達し、2006年3月18日付の全英シングルチャートではシングル「ビースト・アンド・ザ・ハーロット」が47位となった。
アメリカでのリリースから1年後の2006年6月7日には日本盤も発売され、オリコンチャートでは11週チャート・インして最高16位を記録した。
「バット・カントリー」のミュージック・ビデオは、2006年のMTV Video Music Awardsで最優秀新人賞を受賞した。

## 収録曲
全曲ともアヴェンジド・セヴンフォールド作。
1. ビースト・アンド・ザ・ハーロット "Beast and the Harlot" – 5:40
2. バーン・イット・ダウン "Burn It Down" – 4:58
3. ブラインデッド・イン・チェインズ "Blinded in Chains" – 6:34
4. バット・カントリー "Bat Country" – 5:13
5. トラッシュト・アンド・スキャッタード "Trashed and Scattered" – 5:53
6. シーズ・ザ・デイ "Seize the Day" – 5:32
7. サイドワインダー "Sidewinder" – 7:01
8. ザ・ウィキッド・エンド "The Wicked End" – 7:10
9. ストレングス・オブ・ザ・ワールド "Strength of the World" – 9:14
10. ビトレイド "Betrayed" – 6:47
11. M.I.A. "M.I.A." – 8:46

## 参加ミュージシャン
- M.シャドウズ - リード・ボーカル
- シニスター・ゲイツ - リードギター、ピアノ、ボーカル
- ザッキー・ヴェンジェンス - リズムギター、ボーカル
- ジョニー・クライスト - ベース、ボーカル
- ザ・レヴ - ドラムス、ピアノ、ボーカル

アディショナル・ミュージシャン
- ブライアン・ハナー - アコースティック・ギター・ソロ(#7)、アディショナル・ギター、ペダル・スティール
- オーケストラ
  - サミュエル・フィッシャー、マーク・ロバートソン、ソンガ・リー＝キット、サム・フォーミコラ、ブルース・ドゥコフ、アラン・グランフェルド、ラリー・グリーンフィールド、リアン・モートナー - ヴァイオリン
  - デヴィッド・ワルザー、マシュー・フューンズ、アルマ・フェルナンデス - ヴィオラ
  - ヴィクター・ローレンス、デヴィッド・ロウ、デヴィッド・マーゲン - チェロ
- クワイア
  - ジーニー・ワグナー - クワイア・リーダー
  - Zachary Biggs, Colton Beyer-Johnson, Josiah Yiu, Nathan Cruz, Stephen Cruz, C.J. Cruz, Sean Sullivan, Alan Hong, Nico Walsh, Sally Stevens - クワイア